# Cristhian Stuani
Cristhian Ricardo Stuani Curbelo (ur. 12 października 1986 w Tali) – urugwajski piłkarz występujący na pozycji napastnika w hiszpańskim klubie Girona FC.

## Statystyki klubowe
| Sezon   | Klub              | Kraj      | Liga             | Mecze | Bramki | Puchar Kraju                          | Mecze | Bramki |
| ------- | ----------------- | --------- | ---------------- | ----- | ------ | ------------------------------------- | ----- | ------ |
| 2004    | Danubio FC        | Argentyna | Primera División | 2     | 0      | –                                     | –     | –      |
| 2005    | Danubio FC        | Argentyna | Primera División | 5     | 0      | –                                     | –     | –      |
| 2005/06 | Danubio FC        | Argentyna | Primera División | 15    | 4      | –                                     | –     | –      |
| 2006/07 | CA Bella Vista    | Argentyna | Primera División | 14    | 12     | –                                     | –     | –      |
| 2007/08 | Danubio FC        | Argentyna | Primera División | 14    | 19     | –                                     | –     | –      |
| 2007/08 | Reggina Calcio    | Włochy    | Serie A          | 12    | 0      | –                                     | –     | –      |
| 2008/09 | Reggina Calcio    | Włochy    | Serie A          | 6     | 1      | –                                     | –     | –      |
| 2009/10 | Albacete Balompié | Hiszpania | Segunda División | 39    | 23     | –                                     | –     | –      |
| 2010/11 | Levante UD        | Hiszpania | Primera División | 30    | 8      | –                                     | –     | –      |
| 2011/12 | Racing Santander  | Hiszpania | Primera División | 32    | 9      | –                                     | –     | –      |
| 2012/13 | RCD Espanyol      | Hiszpania | Primera División | 32    | 7      | –                                     | –     | –      |
| 2013/14 | RCD Espanyol      | Hiszpania | Primera División | 34    | 6      | –                                     | –     | –      |
| 2014/15 | RCD Espanyol      | Hiszpania | Primera División | 37    | 12     | Puchar Króla                          | 6     | 3      |
| 2015/16 | Middlesbrough     | Anglia    | Championship     | 36    | 7      | Puchar Ligi Angielskiej Puchar Anglii | 3 1   | 4 0    |
| 2016/17 | Middlesbrough     | Anglia    | Premier League   | 23    | 3      | Puchar Ligi Angielskiej Puchar Anglii | 1 4   | 0      |
| 2016/17 | Girona FC         | Hiszpania | Primera División | 33    | 21     | –                                     | –     | –      |
| 2018/19 | Girona FC         | Hiszpania | Primera División | 32    | 19     | Puchar Króla                          | 2     | 1      |

Stan na: 17 maja 2019 r.